# پلی‌کرسولن
پلی‌کرسولن (انگلیسی: Policresulen) محصول پلی تراکم متاکرسول سولفونیک اسید و فنول است. این دارو به عنوان یک هموستاتیک و ضد عفونی کننده موضعی در ضایعات عفونی و سایر ضایعات غشاهای مخاطی مانند عفونت‌های زنانه، بواسیر مقعدی و همچنین زخم‌های حفره دهان از جمله آفت استفاده می‌شود. این دارو در برخی کشورها با نام تجاری Albothyl یا Polilen (تایوان) یا Faktu (ترکیب با سینشوکائین) به بازار عرضه می‌شود.

## مصارف پزشکی
پلی‌کرسولن در درمان عفونت‌های زنان از دهه ۱۹۵۰ میلادی استفاده می‌شود. دامنه کاربردها به سرعت گسترش یافت و شامل درمان سایر ضایعات غشای مخاطی و پوستی شد. مکانیسم اثر دوگانه است: پلی‌کرسولن در کنار اثر ضد عفونی‌کننده‌اش، انعقاد انتخابی بافت‌های نکروزه و آسیب‌شناختی را تقویت می‌کند در حالی که بافت‌های سالم را دست نخورده باقی می‌گذارد. ریزش بافت‌های نکروزه با اپیتلیال شدن مجدد بافت‌های زخم مخاطی (یا پوستی) همراه است.